# Gyrobicoupole octogonale
Pour les articles homonymes, voir J29.
En géométrie, la gyrobicoupole octogonale est un des solides de Johnson (J29). Comme l'orthobicoupole octogonale (J28), il peut être obtenu en joignant deux coupoles octogonales (J4) par leur base octogonale. La différence réside dans la rotation à 45 degrés opérée sur les deux moitiés.
La gyrobicoupole octogonale est le deuxième solide de l'ensemble infini des gyrobicoupoles.
Les 92 solides de Johnson ont été nommés et décrits par Norman Johnson en 1966.